# Kulturhaus Zinnowitz

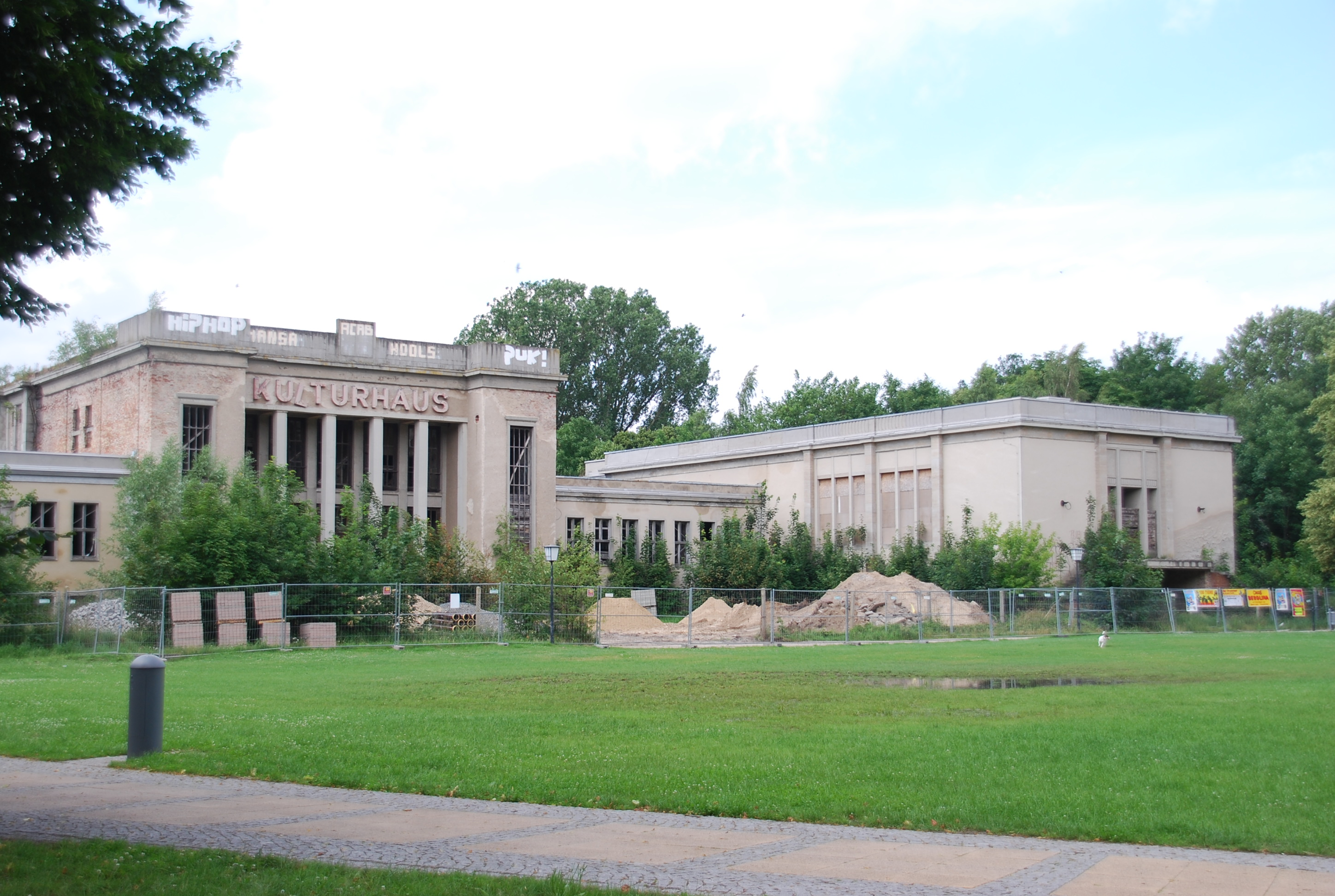
Das Kulturhaus im Juli 2012

Das Kulturhaus Zinnowitz ist ein Multifunktionsgebäude in der Gemeinde Zinnowitz auf der Insel Usedom, in dem bis in die 1980er Jahre Kulturveranstaltungen stattfanden. Es wurde von 1953 bis 1957 erbaut und trug vormals den Namen Kulturhaus Deutsch-Sowjetische-Freundschaft. Es fungierte als kulturelle Einrichtung mit einem Theatersaal, einem Tanzcafé, einer Bibliothek und einem Speisesaal mit angeschlossener Großküche.
Das ruinös erhaltene Gebäude ist wegen seiner früheren Bedeutung als prägnantes und dominierendes Element des Ortsgeschehens 2007 unter Denkmalschutz gestellt worden. Das Kulturhaus wird seit 2017 zu einem Wohnkomplex umgebaut.

## Entwicklung und Planung

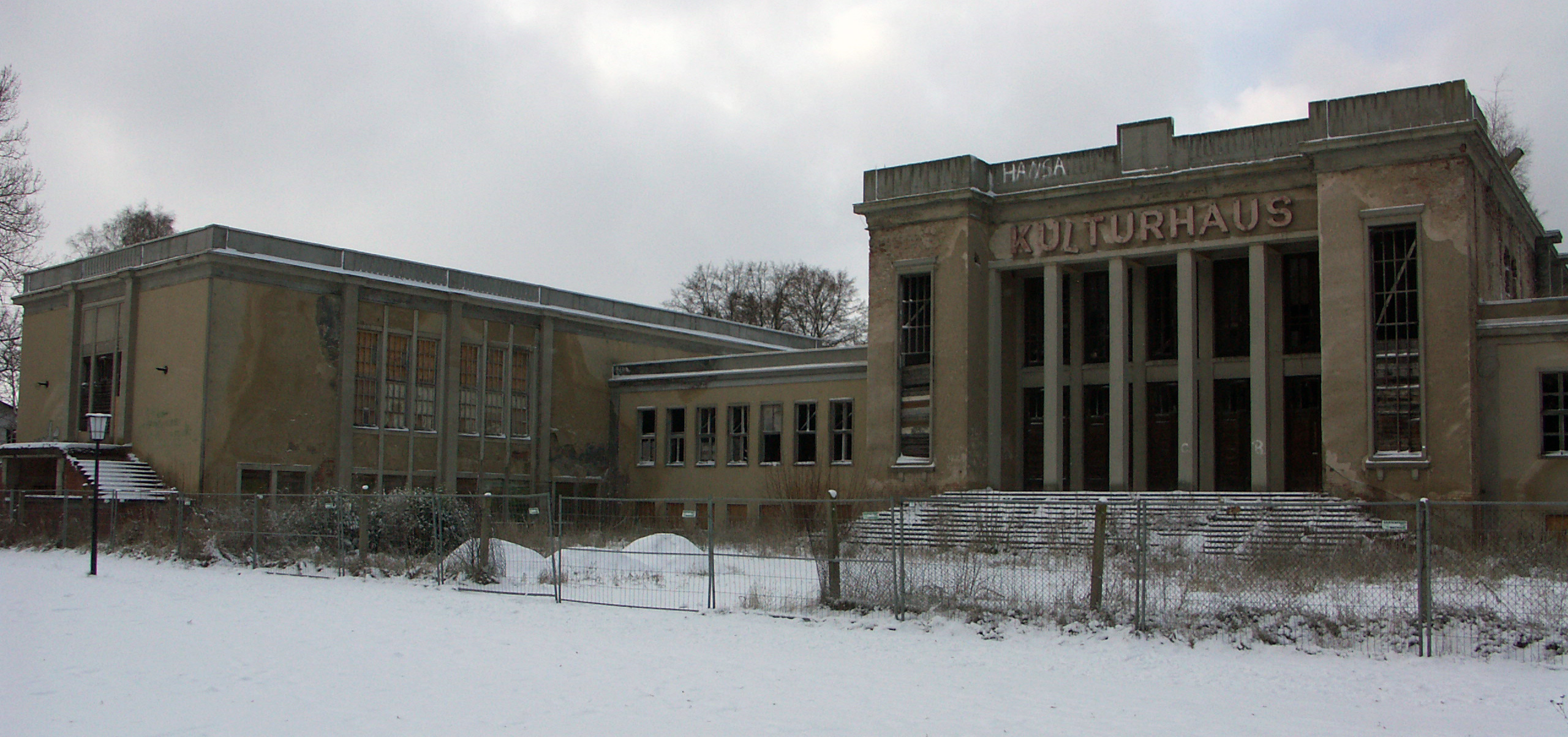
Blick auf das Kulturhaus mit angrenzendem Funktionsgebäude

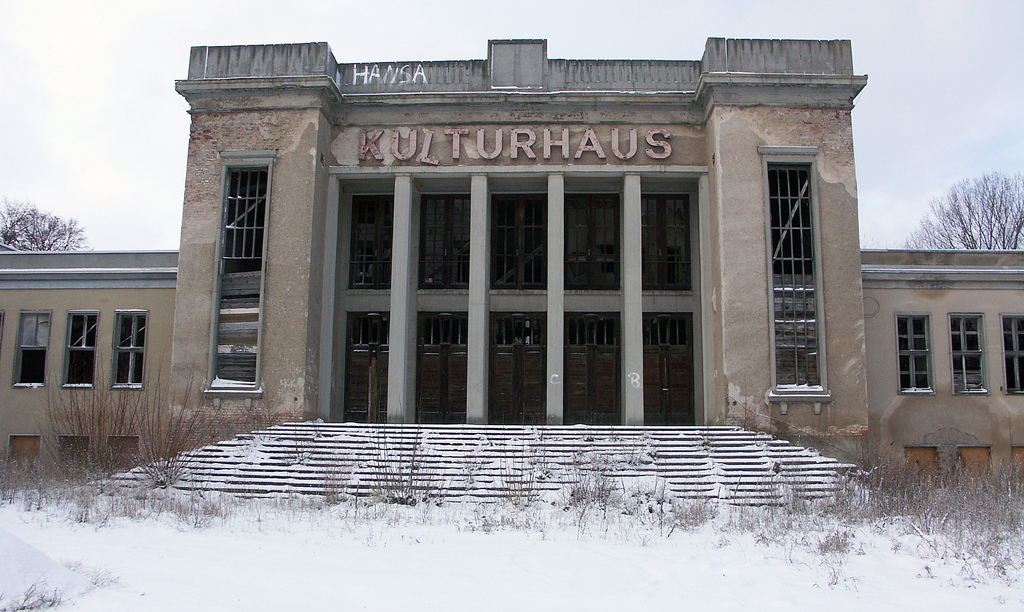
Das Kulturhaus im Januar 2010

Nach dem Zweiten Weltkrieg wurde der einstmals bürgerliche Ferienort Zinnowitz zum Ersten Seebad der Werktätigen erklärt und mit der Aktion Rose – bei der große Teile des privaten Grundbesitzes enteignet wurden – dem Feriendienst der Sowjetisch-Deutschen Aktien-Gesellschaft Wismut zugesprochen. Hierzu besuchten Kumpel aus den Uranbergwerken der DDR den Badeort, welche in zahlreichen neu errichteten Bauwerken untergebracht und unterhalten wurden.
Im Auftrag der Regierung der DDR entstanden in den Jahren 1952 bis 1957 auch an der Ostseeküste Kulturhäuser. Dazu hatte im Juli 1952 die II. Parteikonferenz der SED die Grundlagen beschlossen. Aus einem Streit um die sozialistische Gestaltungsweise von Kulturhäusern resultierte neben einem Ideenwettbewerb die Entwicklung von Typenprojekten, die an der Bauakademie betrieben wurden. Neben dem axialsymmetrischen längskubischen Bautyp mit dem repräsentativen Schaugiebel und Risalit baute man in Zinnowitz eine horizontal betonte Flügelanlage. Nach den hier übersteigerten Größenverhältnissen mit der Aneinanderreihung von Bauelementen klassizistischer Prägung kam es beim Bau des Zinnowitzer Kulturhauses zu Diskrepanzen bei der Umsetzung der politisch-ideologischen Richtlinien. Das konnte hier aber geschehen, weil es ein Geschenk des Sozialismus war.
Das äußerst monumentale Bauwerk errichteten ab 1953 die Architekten W. Litzkow, G. Ulbrich, G. Möhring und der Bühnentechniker K. Hämmerling vom VEB Industrieprojektierung Nord im Auftrag der S(D)AG Wismut. Äußerlich an die Architektur der Vorkriegsjahre erinnernd, breitet sich die Fünfflügelanlage vor einem Park aus, den sie mit ihren Seitenflügeln zu vereinnahmen scheint. Vergleichbar auch mit einem zu einer Parkanlage hin geöffneten Ehrenhof.
Der Komplex umfasste ein Theater und einen Kinosaal mit 900 Sitzplätzen, einen Speisesaal mit 400 Plätzen sowie diverse Funktionsräume und eine Bücherei von 12 000 Bänden. Der Innenausbau des Kulturhauses wurde von renommierten Firmen, wie den Deutschen Werkstätten Hellerau, ausgeführt.
Ein ähnliches Bauwerk aus dieser Zeit ist das Kreiskulturhaus Murchin.

## Architektur
Die Architektur des Kulturhauses ist dem sozialistischen Klassizismus zuzuordnen. Die monumentale Anlage als symmetrischer Fünfflügelbau besteht aus zwei- und dreigeschossigen geputzten Bauten mit Attika. Eine große Freitreppe bildet mit einem Pfeilerportikus zwischen zwei einachsigen Risaliten das Eingangsportal, welches in den Empfangssaal des zentralen Pavillons führt. Die beiden Seitenflügel, die durch stilisierte Pilaster gegliedert wurden, sind durch schlichte langgestreckte Putzbauten angeschlossen. Die Seitenflügel weisen jeweils an der Vorderseite ein von Pilastern flankiertes Portal auf, das durch Lisenen und Bänder eingefasst ist.

## Umfeld

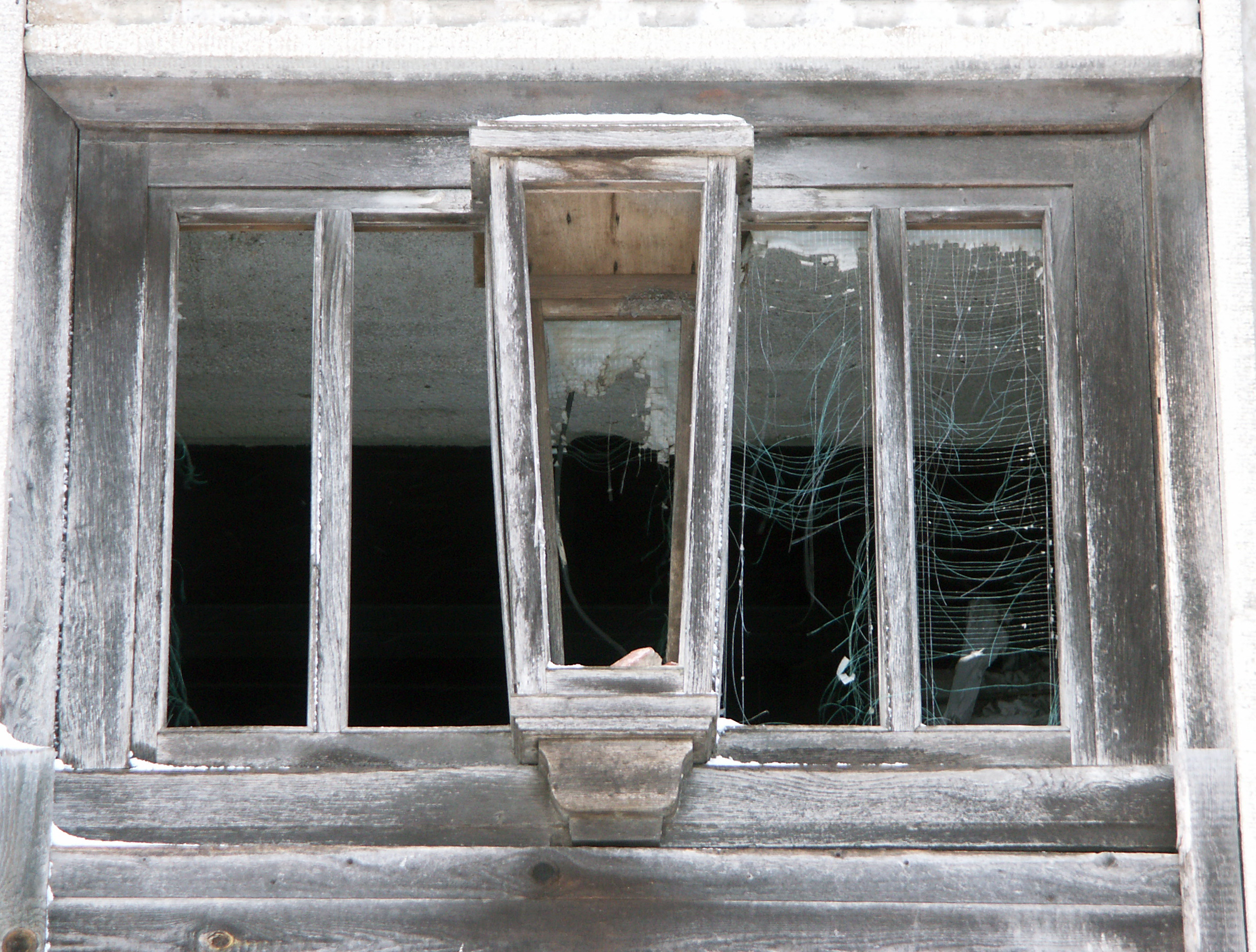
Detail eines Nebeneingangs

- Parkanlage
- Sportanlage mit Fußballplatz

## Nutzungen
Jahrzehnte war das Kulturhaus das kulturelle Zentrum im westlichen Teil der Insel Usedom. Der Kino- und Theatersaal zog zahlreiche Künstler aus dem In- und Ausland an und war oft verwendeter Aufzeichnungsort von Fernsehspielen des Fernsehens der DDR wie der Lustspielreihen Maxe Baumann und Ferienheim Bergkristall. Ferner traten unter anderem Künstler der Mailänder Skala, der Grand Opéra Paris, Sänger und Tänzer aus Moskau sowie das Indische Nationalballett auf.

## Verfall und Nachnutzung

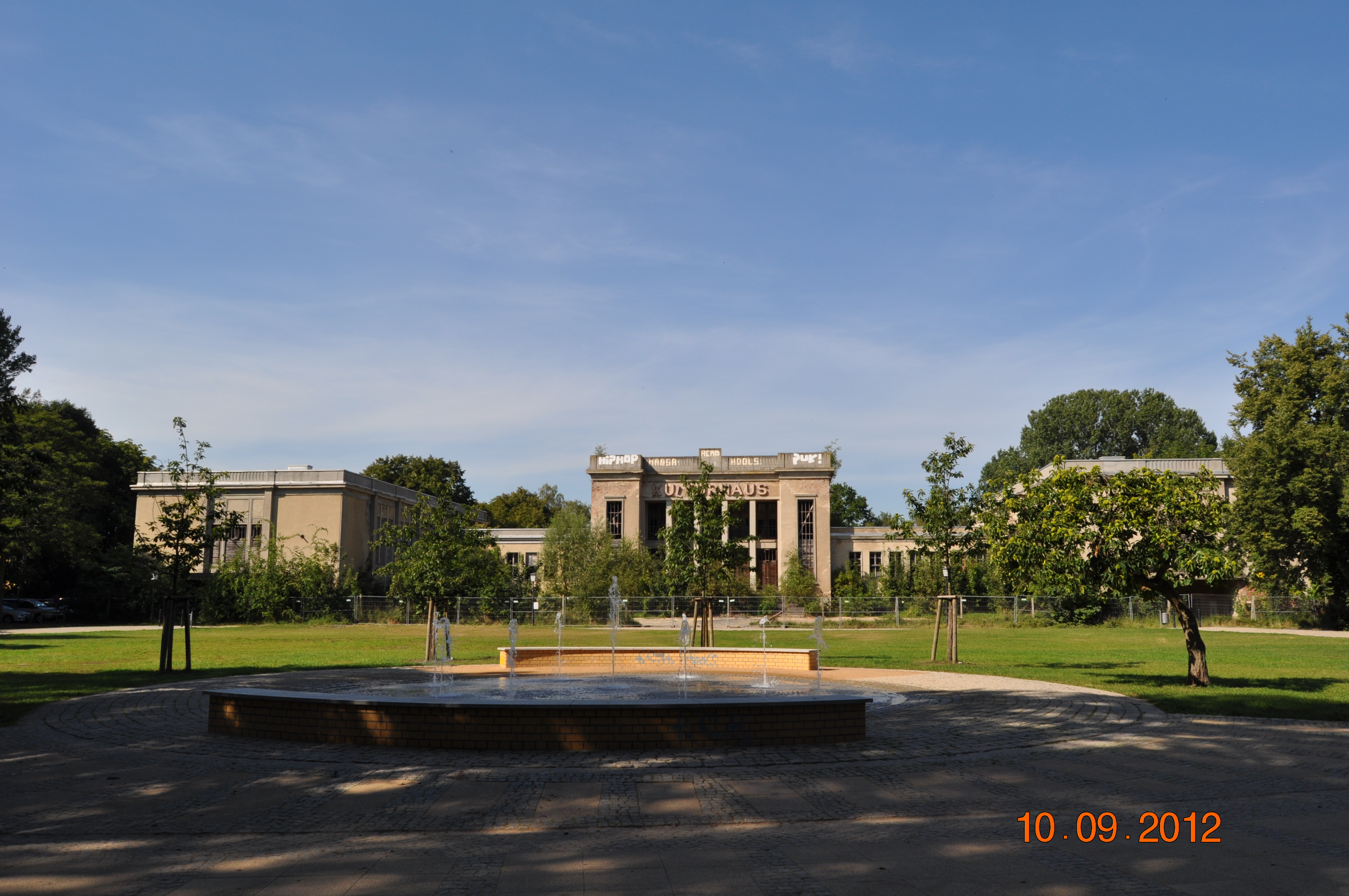
Kulturhaus Zinnowitz und Parkanlage, September 2012

Eine grundlegende Sanierung und Rekonstruktion der Gebäude begann 1987, die jedoch durch die Wende gestoppt wurde. Anfang der 1990er Jahre wurde das Gebäude mangels Bauabsicherung völlig ausgeplündert und steht seitdem leer. Ein städtebaulicher Wettbewerb von 1992 mit einem dänischen Sieger fand keine weitere Beachtung.
Auf dem Areal ist die Einrichtung von 86 Wohnungen und einem Wellnesskomplex vorgesehen. Von Mitte 2017 bis 2019 sollten die Pläne realisiert werden und das Kulturhaus dabei saniert werden. Die Verkaufspreise für die Wohnungen sollen zwischen 250.000 und 650.000 Euro liegen.
Mit dem Rohbau der Nebengebäude wurde 2021 begonnen.
Auch im Jahre 2025 befindet sich das Kulturhaus noch im Rohbau.

## Parkanlage
Die Neugestaltung des Parks vor dem Kulturhaus wurde im Rahmen der Städtebauförderung bei Gesamtkosten von 668.000 Euro im September 2009 abgeschlossen.